# Aleuroduplidens triangularis
Aleuroduplidens triangularis là một loài côn trùng cánh nửa trong họ Aleyrodidae, phân họ Aleyrodinae.
Aleuroduplidens triangularis được Martin miêu tả khoa học đầu tiên năm 1999.